# Pterostichus burmeisteri
Pterostichus burmeisteri is een keversoort uit de familie van de loopkevers (Carabidae). De wetenschappelijke naam van de soort werd in 1838 gepubliceerd door Oswald Heer.

## Synoniemen
- Carabus metallicus Fabricius, 1792 non Scopoli, 1763